# Deafheaven
Deafheaven — американський пост-метал-гурт із Сан-Франциско, заснований 2010 року. Гурт був створений двома музикантами — вокалістом Джорджом Кларком та гітаристом Керрі МакКоєм, що самостійно записали та випустили дебютний демо-альбом. Після його релізу Deafheaven залучили трьох нових учасників до колективу і колектив почав гастролювання. Наприкінці 2010 року гурт підписав контракт з Deathwish Inc. та пізніше випустив свій дебютний альбом Roads to Judah у квітні 2011 року. Deafheaven створили унікальний стиль, який поєднує в собі елементи блек-металу, шуґейзингу і пост-року, пізніше прозваний критиками як блекґейз.
Другий альбом Deafheaven, Sunbather, вийшов 2013 року і отримав широке визнання критиків, ставши одним з альбомів року з найкращими відгуками в США. 2015 року гурт продовжив свою творчість, випустивши альбом New Bermuda, а у 2018 році — Ordinary Corrupt Human Love. Їхній п'ятий альбом 2021 року, Infinite Granite, різко зменшив присутність екстремального вокалу.

## Історія

### Заснування та перший демозапис (2010)
Гурт Deafheaven був заснований у лютому 2010 року у Сан-Франциско, Каліфорнія, вокалістом Джорджом Кларком та гітаристом Керрі МакКоєм, що раніше разом грали у ґрайндкор гурті Rise Of Caligula. Кларк точно не впевнений, як він дійшов до назви Deafheaven, хоча він знає про її появу в Сонеті 29 Вільяма Шекспіра. Два слова «deaf» та «heaven» були об'єднані як данина гурту Slowdive.
Кларк та МакКой записали демо-альбом у квітні 2010 року в Atomic Garden Studio за участі продюсера Джека Ширлі. Запис демо-альбому обійшовся приблизно у 500$, які на той час учасники колективу не могли собі дозволити. Оскільки на момент запису дует не мав електрогітар або підсилювачів, альбом був повністю написаний на акустичній гітарі та записаний на обладнанні, взятому в студії. У дебютний демозапис увійшло чотири треки, що поєднували у собі елементи блек-металу та пост-рок. Спочатку Deafheaven не збиралися публікувати матеріал, але пізніше вони розіслали його до кількох своїх улюблених блогів. Після позитивних відгуків про демо, Кларк і Маккой вирішили найняти трьох додаткових музикантів — бас-гітариста Дерека Прайна, гітариста Ніка Бассетта з шуґейз-гурту Whirr (раніше знаний як Whirl) та ударника Тревора Дешрайвера, який відгукнувся на оголошення в Craigslist, щоб сформувати гурт із п'яти учасників, згодом почавши грати свої перші концерти в липні 2010 року.

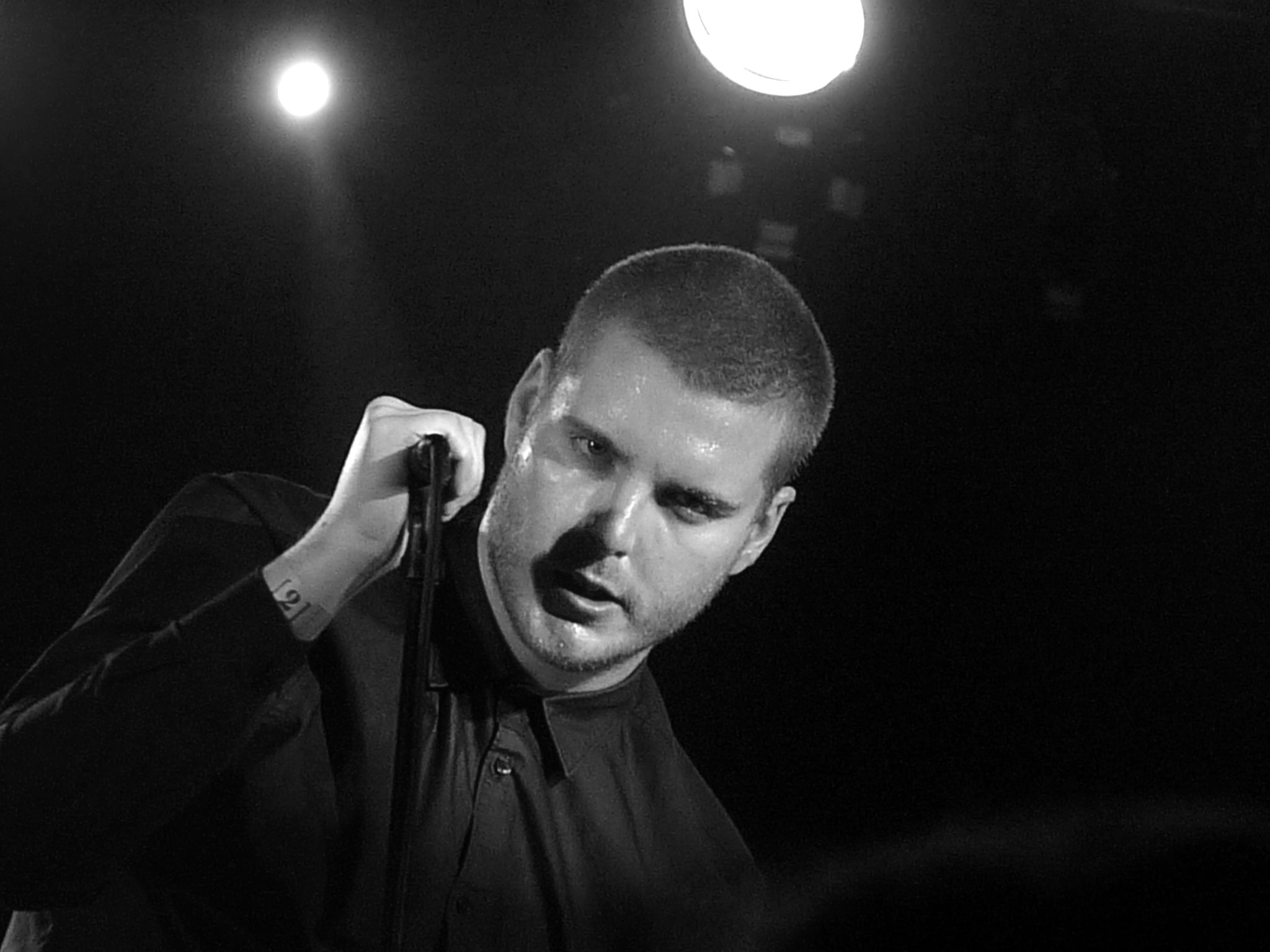
Джордж Кларк під час виступу у Барселоні 2012 року

### Контракт з Deathwish таRoads to Judah(2010—2012)
У грудні 2010 року Deafheaven оголосили про підписання контракту з Deathwish Inc. — лейблом, який заснував Джейкоб Беннон, вокаліст Converge. Deathwish зв'язалися з колективом і спочатку хотіли лише випустити їхнє демо у фізичному вигляді. До цього моменту гурт вже написав новий матеріал, тож учасники попросили лейбл випустити як демо, так і їхній новий матеріал. Перший реліз Deafheaven, який видали Deathwish, був 7-дюймовий вініловий сингл, що містив «Libertine Dissolves» та «Daedalus», дві пісні, взяті з демо-запису гурту. Сингл було надруковано в обмеженій кількості та надіслано як подарунок випадковим людям, які зробили покупку у веб-магазині Deathwish.
Їхній дебютний альбом, Roads to Judah, вийшов 26 квітня 2011 року. Назва альбому посилається на назву швидкісного трамваю N Judah, що знаходиться у рідному місті колективу, і в ліричному плані альбом розповідає про «рік розпусти та зловживання психоактивними речовинами» Кларка. Roads to Judah отримав схвальні відгуки від Decibel і RVA Magazine, пізніше розміщений у кількох списках на кінець року, включаючи NPR, Pitchfork та The A.V. Club. MSN Music також назвали Deafheaven одними із найкращих нових виконавців 2011 року.
Для популяризації Roads to Judah, Deafheaven виступили на фестивалі SXSW в Остіні, штат Техас, у березні 2011 року, здійснили тур по США з канадським нойз-рок-гуртом KEN mode в червні 2011 року, виступали на фестивалі Sound and Fury в Каліфорнії в липні 2011 року, здійснили тур по США з пост-рок гуртом Russian Circles в листопаді 2011 року та влаштували європейський тур у лютому 2012 року. МакКой пізніше заявив, що Russian Circles «…взяли нас під своє крило.» під час туру та навчили їх, як має поводитися музичний-гурт. Він сказав: «Три правила будь-якого успішного гурту — писати хороші пісні, чудово виступати наживо і не поводитись наче покидьки, поки займаєтесь вище згаданим. Ми і раніше завжди намагалися саме так і робити, але Russian Circles остаточно вбили нам це в голову.»

### Sunbather, новий склад та визнання критиків (2013—2014)
Ще у вересні 2011 року Deafheaven оголосили, що почали писати нову музику для можливого спліт-альбому, міні-альбому або повноформатного альбому. У той час МаКкой описав матеріал як «швидший, темніший, набагато важчий і набагато більш експериментальний», ніж Roads to Judah. Однак у грудні 2012 року Кларк описав їхній новий матеріал як менш меланхолійний і менш зосереджений навколо блек-метал звучання, а радше з більш «пишним і роковим, навіть поп-керованим» звучанням.

### Infinite Granite(2021—дотепер)
7 червня 2021 року Deafheaven стерли свої сторінки в соціальних мережах і опублікували тизер-відео з датою «08.20.21» на своєму офіційному веб-сайті та в соціальних мережах. Через два дні новий сингл під назвою «Great Mass of Color» вийшов на стрімінгових сервісах. Сингл являє собою пісню в стилі шуґейз із чистим вокалом, на відміну від блек-метал звучання попередніх альбомів гурту. Згодом з'ясувалось, що пісня є головним синглом п'ятого студійного альбому колективу, під назвою Infinite Granite.

## Музичний стиль
Музичний стиль Deafheaven описують як блек-метал, блекґейз, пост-метал, скримо, шуґейз, пост-блек, та арт-метал.

## Учасники гурту
Теперішні учасники
- Джордж Кларк — вокал (2010 — дотепер)
- Керрі МакКой — гітара (2010 — дотепер), бас-гітара (2010, 2012—2013)
- Деніел Трейсі — ударні (2012 — дотепер)[26]
- Шив Мехра — гітара, бек-вокал, клавішні (2013 — дотепер)[4]
- Кріс Джонсон — бас-гітара, бек-вокал (2017 — дотепер)

Колишні учасники
- Нік Бассетт — гітара (2010—2012)[27]
- Дерек Прайн — бас-гітара (2010—2012)
- Тревор Дешрайвер — ударні (2010—2011)
- Корі Северсон — ударні (2011—2012)[28]
- Стівен Кларк — бас-гітара (2013—2017)

Колишні учасники
- Джон Клайн — ударні (2010)[29]

Шкала часу

## Дискографія
Студійні альбоми
- Roads to Judah (2011)
- Sunbather (2013)
- New Bermuda (2015)
- Ordinary Corrupt Human Love (2018)
- Infinite Granite (2021)
- Lonely People With Power (2025)

Концертні альбоми
- Live at The Blacktop (2011)
- 10 Years Gone[en] (2020)

Спліти та демо-альбоми
- Demo (2010)
- Deafheaven / Bosse-de-Nage (2012)